# 武文 (1964年)
武文（1964年1月—），男，汉族，安徽宿州人，中国共产党党员。中华人民共和国政治人物、第十三届全国人民代表大会解放军和武警部队代表。

## 生平
2018年，武文被选为解放军和武警部队出席第十三届全国人民代表大会代表。